# Villa Ángela
Villa Ángela es una ciudad ubicada en el sudoeste de la provincia del Chaco (Argentina). Es la cabecera del departamento Mayor Luis Jorge Fontana.
Su principal actividad económica es la agricultura.

## Historia
En 1906, dos suizos, Carlos Grüneisen y Julio Ulises Martín (1862-1934), adquirieron una inmensa estancia en el interior de la provincia de Chaco, donde luego se formarían varias localidades: Villa Ángela, Enrique Urién y Pueblo Díaz.
En 1908, a causa de una sequía, un grupo de empleados traslada su rancherío desde el primer emplazamiento de la empresa en Enrique Urién hacia el oeste, a unos 25 km. Sin saberlo, la nueva geografía donde se establecieron conformaría el primer núcleo poblacional de Villa Ángela, el barrio llamado actualmente Pueblo Viejo.
En 1910, Martín y Grüneisen fundaron la estancia La Suiza, a pocos kilómetros de donde se habían radicado sus peones dos años antes. Es muy probable que la empresa haya decidido construir el casco de la estancia donde actualmente se encuentra (en las afueras de Villa Ángela) anoticiados de la inminente llegada del ferrocarril durante los próximos años. Y que ello mismo haya motivado a la empresa a subdividir y vender lotes para vivienda en las adyacencias de donde finalmente se levantaría la estación del Ferrocarril Provincial de Santa Fe. Así, entre 1910 y 1917 se pobló el segundo núcleo urbano, en el sector de la ciudad que hoy se denomina Centro, desde la estación de trenes hacia el norte de la ciudad.
El nombre de Villa Ángela es en homenaje a Ángela Joostens, la esposa de Julio Ulises Martín. Y aparece en escena desde 1914, año en que se bautiza con ese nombre la estación del ferrocarril y se remiten los planos de subdivisión a la gobernación del territorio. Según el historiador Guido Miranda, en 1914 Julio Martín envió los planos al gobernador Gancedo, donde hace alusión al futuro nombre de Villa Ángela.
El 8 de agosto de 1917, se firmó el decreto creando la Escuela Primaria n.º 11. En 1921 se creó la Escuela Primaria n.º 82, que vino a paliar la necesidad del antiguo asentamiento o Pueblo Viejo.
En 1923 se organizó la primera Comisión Municipal. Al año siguiente se instalaron en la zona aledaña al pueblo (Colonia J. J. Paso) colonos de diversos orígenes, quienes comenzaron el cultivo del maíz, girasol y algodón. Se destacaron especialmente miembros de las colectividades búlgara y húngara. Estos últimos celebraron en 2012 el 80° aniversario de su llegada a la región.
Desde 1950, en Villa Ángela se realizan importantes carnavales. Esta fiesta popular se extiende durante el mes de febrero, y cuenta con tres comparsas de adultos (Ara Sunu, Bahía y Hawaianas) y tres comparsas infantiles (Hawaianitos, Ara Sunito y Bahianitos).

## Vías de comunicación

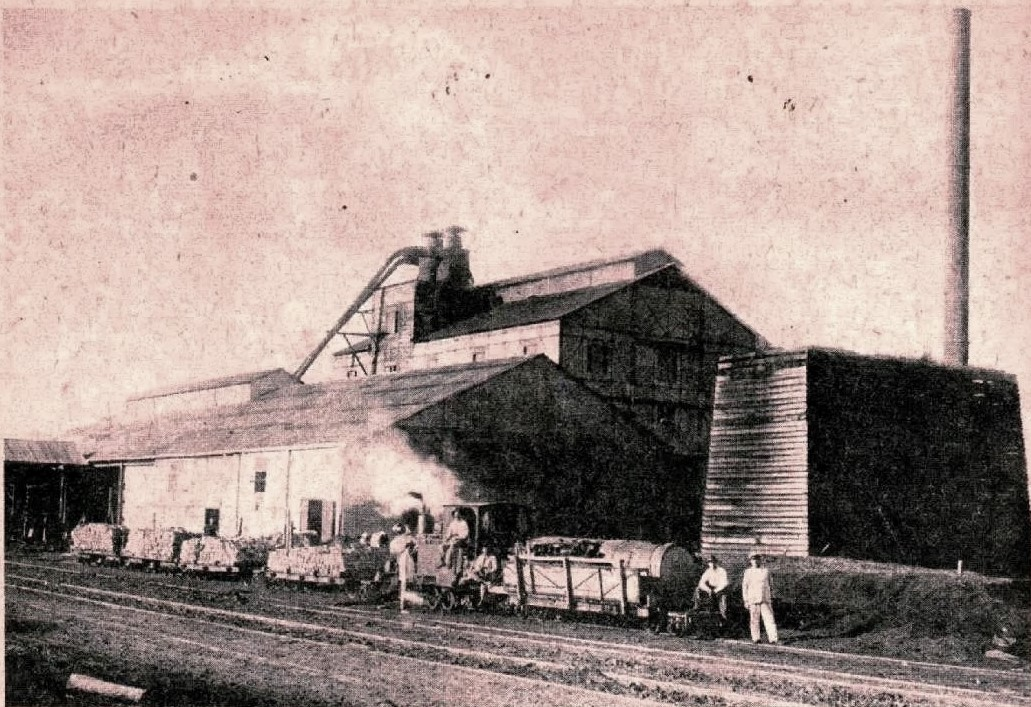
Fábrica de extracto de quebracho 'La Chaqueña' S. A., en Villa Ángela

La principal vía de comunicación es la Ruta Nacional 95, que la comunica al sudoeste con Coronel Du Graty y la provincia de Santa Fe, y al norte con San Bernardo y la provincia de Formosa. Otras rutas que la atraviesan son la provincial 13 que la une al noroeste con General Pinedo, y al este con Enrique Urién y la Ruta Nacional 11; la ruta provincial 8, que la comunica al noroeste con la Ruta Nacional 89; las rutas provinciales 12 y 12 bis, que la vinculan al noroeste con Mesón de Fierro y Charata; la ruta provincial 16 que la comunica al oeste con Hermoso Campo; y las rutas provinciales 18 y 18 bis, que hacia el sur llegan hasta la provincia de Santa Fe.
La ruta 13 a 2014 se encuentra en trabajos de pavimentación entre Villa Ángela y General Pinedo.
El aeropuerto más cercano es el de Presidencia Roque Sáenz Peña. Las vías del Ferrocarril General Belgrano se encuentran inactivas. Administración Nacional de Aviación Civil (Argentina)
Posee un aeródromo utilizado por el Aero Club Villa Ángela cuyos orígenes se remontan al año 1929, cuando voló por primera vez sobre los cielos locales una aeronave DH Cirrus Moth biplano de 80 HP de la I Guerra Mundial, pilotado por el aviador Pablo Molina. Su indicativo aeronáutico en siglas es VAN y depende de la Regional Noreste de la ANAC. La orientación de su pista es 13/31 balizada y está habilitada para vuelos H24. Su evento estrella son los Festivales Aerodeportivos Villa Ángela Vuela, en la que pilotos de acrobacia nacionales deslumbran a los pobladores de la región cada 2 años. Socialmente, su mayor contribución han sus pilotos y aeronaves trasladando a colonos pobladores anegados por las inundaciones.[cita requerida]

## Clima
Su clima es subtropical, seco en invierno y tropical muy lluvioso en verano. El clima de Villa Ángela es del tipo subtropical húmedo con invierno seco (verano cálido) Cwa , de acuerdo con la clasificación climática de Köppen.[cita requerida]
- Máxima absoluta: 45,8 °C[3]
- Mínima absoluta: –5,5 °C[3]
- Régimen anual de lluvia: 1100 mm

| Parámetros climáticos promedio de Villa Ángela (1941–1950) | Parámetros climáticos promedio de Villa Ángela (1941–1950) | Parámetros climáticos promedio de Villa Ángela (1941–1950) | Parámetros climáticos promedio de Villa Ángela (1941–1950) | Parámetros climáticos promedio de Villa Ángela (1941–1950) | Parámetros climáticos promedio de Villa Ángela (1941–1950) | Parámetros climáticos promedio de Villa Ángela (1941–1950) | Parámetros climáticos promedio de Villa Ángela (1941–1950) | Parámetros climáticos promedio de Villa Ángela (1941–1950) | Parámetros climáticos promedio de Villa Ángela (1941–1950) | Parámetros climáticos promedio de Villa Ángela (1941–1950) | Parámetros climáticos promedio de Villa Ángela (1941–1950) | Parámetros climáticos promedio de Villa Ángela (1941–1950) | Parámetros climáticos promedio de Villa Ángela (1941–1950) |
| Mes                                                        | Ene.                                                       | Feb.                                                       | Mar.                                                       | Abr.                                                       | May.                                                       | Jun.                                                       | Jul.                                                       | Ago.                                                       | Sep.                                                       | Oct.                                                       | Nov.                                                       | Dic.                                                       | Anual                                                      |
| ---------------------------------------------------------- | ---------------------------------------------------------- | ---------------------------------------------------------- | ---------------------------------------------------------- | ---------------------------------------------------------- | ---------------------------------------------------------- | ---------------------------------------------------------- | ---------------------------------------------------------- | ---------------------------------------------------------- | ---------------------------------------------------------- | ---------------------------------------------------------- | ---------------------------------------------------------- | ---------------------------------------------------------- | ---------------------------------------------------------- |
| Temp. máx. abs. (°C)                                       | 43.8                                                       | 44.4                                                       | 42.3                                                       | 36.9                                                       | 34.1                                                       | 33.4                                                       | 33.4                                                       | 40.9                                                       | 42.6                                                       | 44.4                                                       | 44.1                                                       | 44.2                                                       | 44.4                                                       |
| Temp. máx. media (°C)                                      | 36.3                                                       | 35.1                                                       | 31.5                                                       | 28.3                                                       | 24.3                                                       | 21.6                                                       | 21.4                                                       | 25.7                                                       | 28.1                                                       | 30.6                                                       | 32.7                                                       | 35.6                                                       | 29.3                                                       |
| Temp. media (°C)                                           | 27.2                                                       | 26.4                                                       | 23.3                                                       | 20.2                                                       | 17.4                                                       | 14.5                                                       | 13.6                                                       | 16.6                                                       | 19.2                                                       | 22.0                                                       | 24.3                                                       | 26.9                                                       | 21.0                                                       |
| Temp. mín. media (°C)                                      | 19.9                                                       | 19.8                                                       | 17.6                                                       | 14.7                                                       | 11.6                                                       | 9.1                                                        | 7.7                                                        | 9.2                                                        | 12.4                                                       | 14.3                                                       | 16.5                                                       | 18.5                                                       | 14.3                                                       |
| Temp. mín. abs. (°C)                                       | 8.8                                                        | 9.0                                                        | 7.0                                                        | 2.6                                                        | -1.6                                                       | -4.0                                                       | -5.6                                                       | -4.1                                                       | -0.3                                                       | 1.1                                                        | 8.4                                                        | 8.9                                                        | -5.6                                                       |
| Precipitación total (mm)                                   | 116                                                        | 143                                                        | 126                                                        | 99                                                         | 44                                                         | 33                                                         | 32                                                         | 15                                                         | 48                                                         | 73                                                         | 98                                                         | 75                                                         | 902                                                        |
| Fuente: Sistema de Clasificación Bioclimática Mundial      |                                                            |                                                            |                                                            |                                                            |                                                            |                                                            |                                                            |                                                            |                                                            |                                                            |                                                            |                                                            |                                                            |

## Deportes
Villa Ángela cuenta con varias instituciones deportivas, destacándose en el baloncesto los clubes Alvear y Progresista. El Club Unión Progresista es el único equipo chaqueño que participó en la Liga Nacional de Básquet de la Argentina.
En 2014 estas dos instituciones se unieron por diversas causas para formar "La Villa Basket" que participa en el Torneo Nacional de Ascenso (segunda división).

## Población
Cuenta con 41,403 habitantes (Indec, 2010), lo que representa un incremento del 8,9% frente a los 38,020 habitantes (Indec, 2001) del censo anterior. Villa Ángela es la cuarta ciudad de la provincia en número de pobladores, detrás de Resistencia, Presidencia Roque Sáenz Peña y Barranqueras, a la vez que constituye el tercer aglomerado más poblado de la provincia del Chaco, detrás del Gran Resistencia y Presidencia Roque Sáenz Peña . En el municipio el total ascendía a los 43,511 habitantes (Indec, 2001).
| Gráfica de evolución demográfica de Villa Ángela entre 1991 y 2010 |
|                                                                    |
| Fuente: censos nacionales del INDEC                                |

Dentro del ejido municipal se halla Pueblo Clodomiro Díaz; también se encuentra la Colonia Aborigen El Pastoril, de la etnia mocoví.

## Personas destacadas
- Luis Landriscina, humorista que vivió su infancia en esta localidad.
- Juan Carlos Albertí, intendente de La Plata entre 1983 y 1987.[7]
- Matías Muñoz Marchesi, Piloto de  Turismo Nacional C3

## Parroquias de la Iglesia católica en Villa Ángela
| Diócesis  | San Roque de Presidencia Roque Sáenz Peña |
| --------- | ----------------------------------------- |
| Parroquia | Sagrado Corazón de Jesús                  |

## Economía
En agosto de 2024, el gobierno de la provincia de Chaco anunció la creación de un nuevo parque de energía solar en Villa Ángela, mediante la firma de un convenio con MSU Argentina. Su apertura está prevista para enero de 2025.En diciembre, el Ente Nacional Regulador de la Electricidad autorizó la vinculación del parque solar al Sistema Argentino de Interconexión.